# Ергард Крегер
Ергард Крегер (нім. Erhard Kroeger; 24 березня 1905, Рига — 28 вересня 1987, Тюбінген) — німецький офіцер, доктор права, оберфюрер СС (9 листопада 1941).

## Біографія

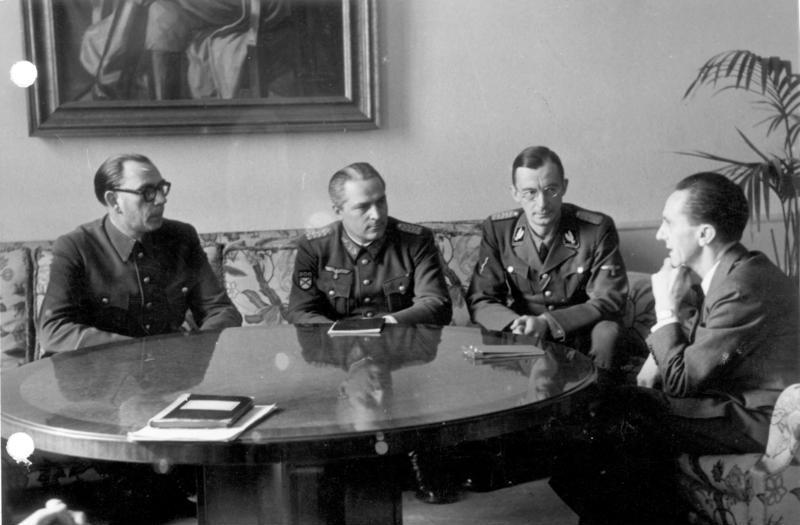
Зліва направо: Георгій Жиленков, Андрій Власов, Крегер і Йозеф Геббельс (28 лютого 1945)

Балтійський німець, вільно розмовляв російською та латиською мовами. Здобув юридичну освіту в Тюбінгенському і Кенігсберзькому університетах. У 1929-34 роках працював в ризькій прокуратурі; заснував і очолив нацистську групу етнічних німців. У 1936 році, після заборони нацистських організацій в Латвії, 4 місяці провів у в'язниці. 23 жовтня 1938 року вступив в СС (посвідчення №357 243), 1 серпня 1940 року — в НСДАП (квиток №7 675 747). У 1939 року в числі інших етнічних німців виїхав з Латвії в Німеччину. У 1940 році переведений на службу в СД. У липні 1940 року обраний депутатом Рейхстагу. У червні-жовтні 1941 року командував айнзацкомандою 6 в складі айнзацгрупи «С». У 1943 році служив у складі 9-ї танкової дивізії СС «Гогенштауфен», пізніше — в складі Головного управління імперської безпеки і в липні 1944 очолював один із підрозділів айнзацкоманди «Італія». У 1969 році судом ФРН засуджений до 3 років тюремного ув'язнення.

## Нагороди
- Почесний знак Націонал-соціалістичного союзу німецьких студентів (1940)
- Золотий почесний знак Гітлер'югенду (28 травня 1940)
- Залізний хрест 2-го класу (29 жовтня 1941)
- Почесний кут старих бійців
- Кільце «Мертва голова»
- Медаль «За вислугу років у НСДАП» в бронзі (10 років)
- Почесний знак гау Вартерланд